# Martin Knudsen
Martin Hans Christian Knudsen (født 15. februar 1871 i Hasmark, død 27. maj 1949 i Gentofte) var en dansk fysiker og oceanograf, professor og rektor ved Københavns Universitet 1912-1941. Knudsen er først og fremmest kendt for sit arbejde med molekylære gasstrømninger og udviklingen af Knudsencellen. Han har også fået opkaldt flere andre fysikbegreber efter sig, blandt andet Knudsengas (en gasmodel som ser bort fra kollisioner mellem molekylerne) og Knudsentallet (Kn). Han er endvidere berømt for opstillingen af et sæt formler til bestemmelse af vandføringer, de såkaldte Knudsen-relationer.